# Вывертка

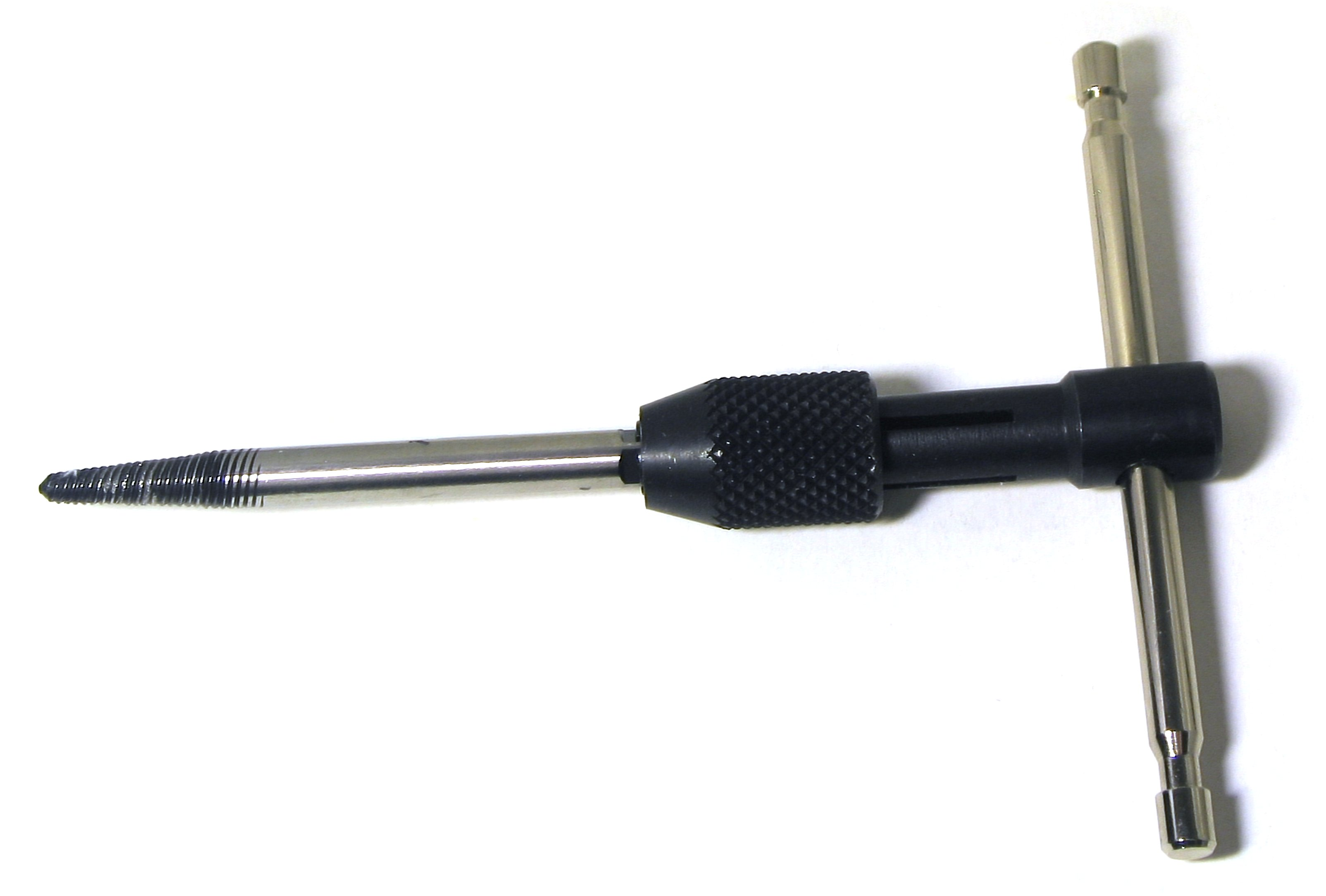
Вывертка в воротке

Вы́вертка — ручной слесарный инструмент для удаления винтов или саморезов с разбитым или срезанным шлицем. Второе название этого инструмента — экстра́ктор.
Конструкция вывертки представляет собой стальной стержень, на конце которого имеется левая резьба или же клин. Также этот инструмент напоминает бородок или добойник ( Определение термина «добойник» в Викисловаре). Размер инструмента зависит от размера болта или шпильки, которую нужно извлечь.
Встречается два типа выверток: спиральные и квадратные.

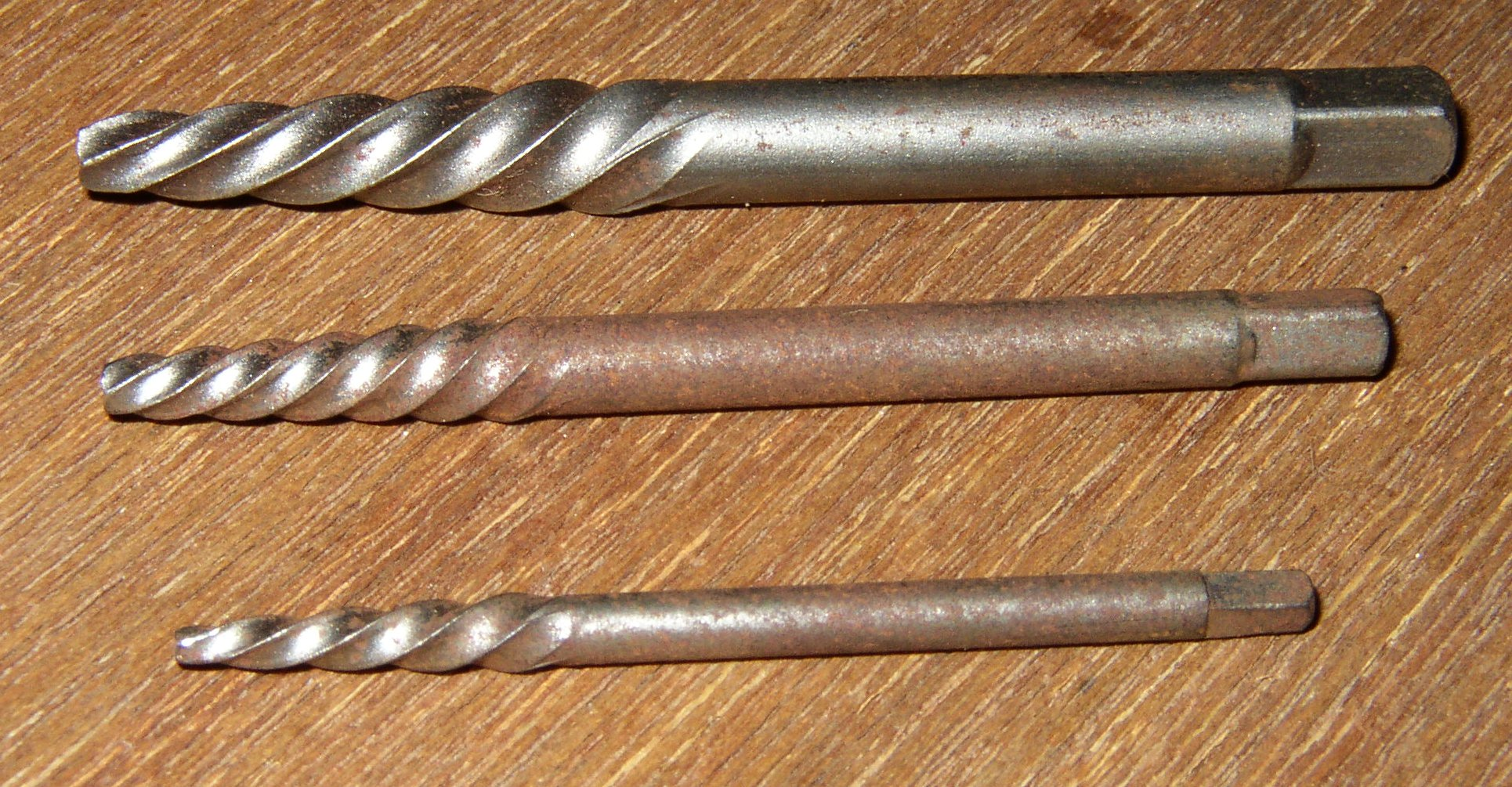
Спиральные вывертки

Спиральные вывертки похожи на саморезы с обратной резьбой. Попытки вкрутить их в торец сломанного шлица винта приводят к вкручиванию твердого закалённого инструмента в винт, при этом на сам винт действует откручивающее усилие. Для качественной работы вывертки в винте намечают глухое отверстие, в которое будет входить резьба вывертки.

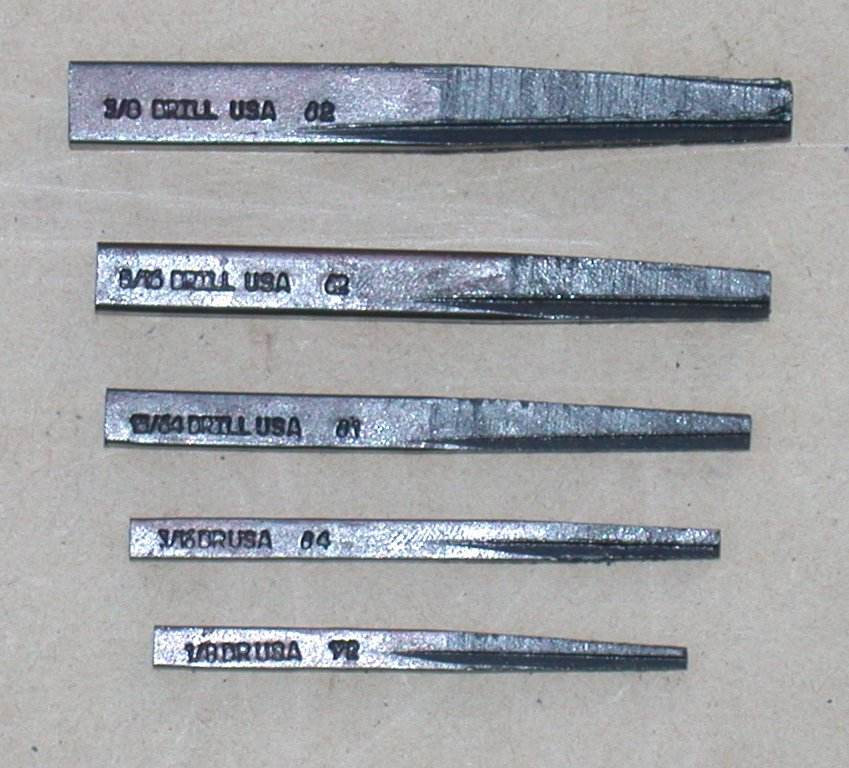
Квадратные вывертки

Квадратные вывертки отличаются от спиральных только принципом зацепления тупыми гранями.